# هارالد شومان
هارالد شومان (بالألمانية: Harald Schumann)‏ (مواليد 1957 في كاسل)، هو كاتب وصحفي ألماني عمل رئيسًا لتحرير مجلة «Tagesspiegel» منذ عام 2004 ونشر العديد من الأفلام الخيالية والعديد من الأفلام الوثائقية.

## من مؤلفاته
- فخ العولمة (كتاب).[2]

## روابط خارجية
- هارالد شومان على موقع IMDb (الإنجليزية)